# Reinhold Hoppe
Pour les articles homonymes, voir Hoppe.
Ernst Reinhold Eduard Hoppe, né le 18 novembre 1816 à Naumbourg (Saale) et mort le 7 mai 1900 à Berlin, est un mathématicien allemand, professeur à l'université de Berlin,. Il a été l'éditeur du journal Archiv der Mathematik und Physik.

## Formation et carrière
Reinhold Hoppe est le fils d'un pasteur, Ernst August Dankegott Hoppe, plus tard surintendant à Freiburg, et de Friederike Wilhelmine Nitzsch Hoppe, dont le frère est le théologien Karl Immanuel Nitzsch ; il a dix frères et sœurs, parmi lesquels le fils ainé, Carl, devient un important constructeur de machines à Berlin et le dernier fils est le chimiste Felix Hoppe-Seyler, futur professeur à l'université de Strasbourg.
Après la mort de ses parents, Reinhold Hoppe termine ses études secondaires au lycée de Greifswald, où habite une de ses sœurs, puis étudie dans les universités de Kiel, de Greifswald avec Johann August Grunert, puis de Berlin. Il est diplômé en 1842 et devient enseignant de lycée en anglais et mathématiques. Il termine son doctorat en 1850 à Halle et est habilité en mathématiques en 1853 à Berlin, auprès de Peter Gustav Lejeune Dirichlet. Il essaie parallèlement et à plusieurs reprises d'obtenir l'autorisation d'enseigner la philosophie, sans succès jusqu'à sa dernière tentative en 1871, où il est soutenu par Friedrich Adolf Trendelenburg. Il fait toute sa carrière à l'université de Berlin, d'abord comme privat-dozent à partir de 1853 (avec une interruption en 1858-1859 où il retourne enseigner en lycée), puis après 1870 comme professeur, mais avec peu d'étudiants et une faible rémunération.
Quand Grunert meurt en 1872, Hoppe reprend le rôle d'éditeur du journal de mathématiques fondé par Grunert, l'Archiv der Mathematik und Physik. Il reste éditeur du journal jusqu'à sa propre mort en 1900. En 1890, Hoppe est l'un des 31 membres fondateurs de la Société allemande de mathématiques.

## Contributions
Hoppe a écrit plus de 250 publications scientifiques (dont près de 200 contributions dans Archiv der Mathematik und Physik), y compris un des premiers manuels de géométrie différentielle,.
Ses travaux en géométrie incluent la redécouverte des polytopes réguliers de haute dimension (précédemment découverts par Ludwig Schläfli), et la création du terme « polytope ». En 1880, il a publié une expression de forme fermée pour tous les triangles à côtés entiers consécutifs et à surface rationnelle, également connue en tant que « Formule des triangles presqu'équilatéraux de Héron ». Il lui est parfois attribué d'avoir prouvé la conjecture d'Isaac Newton sur le problème des nombres de contact, qui dit qu'au maximum douze sphères congruentes peuvent toucher une sphère centrale de même rayon, mais sa preuve était incorrecte, et une preuve valable ne fut trouvée qu'en 1953.
Hoppe a aussi publié plusieurs mémoires sur une formule pour la dérivée ne de la composée de fonctions. La formule, connue à présent comme « formule de Hoppe », est une variation de la formule de Faà di Bruno. La publication par Hoppe de sa formule en 1845 précède celle de Faà di Bruno en 1852, mais elle est plus tardive que d'autres découvertes indépendantes de formules équivalentes.
Dans son travail sur les fonctions spéciales, Hoppe  a suivi l'approche de Carl Jacobi et de l'école de pensée de Königsberg. Il a aussi publié des recherches en physique mathématique, par exemple en mécanique des fluides.
Hoppe s'intéressait aux problèmes de fondements et il a écrit des articles et un ouvrage sur la philosophie des mathématiques, dont il affirme qu'elles sont une science empirique.

## Récompenses et distinctions
Il a été élu à l'Académie des sciences Leopoldina en 1890. Il était aussi membre ordinaire de la Société royale des sciences d'Uppsala.

## Livres
- (de) Reinhold Hoppe, Theorie der independenten Darstellung der höhern Differentialquotienten, Leipzig, Joh. Ambr. Barthldate=1845 (lire en ligne).
- (de) Reinhold Hoppe, Zulänglichkeit des Empirismus in der Philosophie, Berlin, Wilhelm Thome, 1852 (lire en ligne).
- (de) Reinhold Hoppe, Lehrbuch der Differentialrechnung und Reihentheorie mit strenger Begründung, Berlin, G. F. Otto Müller, 1865 (lire en ligne).
- (de) Reinhold Hoppe, Principien der Flächentheorie, Leipzig, C. A. Koch, 1876 (lire en ligne).
- (de) Reinhold Hoppe, Tafeln zur dreissigstelligen logarithmischen Rechnung, Leipzig, C. A. Koch, 1876 (lire en ligne).
- (de) Reinhold Hoppe, Lehrbuch der analytischen Geometrie I, Leipzig, C. A. Koch, 1880 (lire en ligne).
- (de) Reinhold Hoppe, Lehrbuch der analytischen Geometrie II, Leipzig, C. A. Koch, 1890 (lire en ligne).